# Kaczorów (Łódź)
Pour l’article homonyme, voir Kaczorów (Basse-Silésie).
Kaczorów est une localité polonaise de la gmina de Nowy Kawęczyn, située dans le powiat de Skierniewice en voïvodie de Łódź.